# D2cs
El D2cs es un programa, que junto a PvPGN, sirven para crear un servidor de juegos de Blizzard. Este programa es usado únicamente por el Diablo II,los demás juegos de Blizzard no precisan de este programa. Su función consiste en soportar los personajes creados en el juego, y administrarlos cada uno en la cuenta correspondiente. En sus "logs" se pueden apreciar los movimientos con respecto al personaje, ya sea creación, eliminación o bien cuando el mismo ingresa en una partida de juego.

## Configuración
Su configuración consiste en 2 archivos de extensión .conf. El primer archivo es el D2cs.conf en el cual es necesario modificar el nombre del realm(reino), donde por defecto se encuentra "D2CS". También en este archivo es necesario modificar las IP que se encuentran en el mismo. En este archivo también es posible configurar la cantidad de personajes aceptados por cuenta de usuario, la posibilidad de creación de personajes nuevos, los datos sobre el personaje (Expansión o no expansión), etc.